# Buffalo Beauts
Die Buffalo Beauts waren ein US-amerikanisches Fraueneishockey-Team, das von 2015 bis 2023 den Westen des Bundesstaates New York um Buffalo/Niagara Falls in der Premier Hockey Federation vertrat. Die Beauts gewannen 2017 den Isobel Cup.
Das Franchise war ein Gründungsmitglied der bis 2021 als National Women’s Hockey League (NWHL) auftretenden Liga. Zwischen 2017 und 2019 gehörten die Beauts zu Pegula Sports and Entertainment, das so mit den Buffalo Sabres, Bills und Bandits alle örtlichen Ligafranchises besaß. Seit der Gründung wurde in Pegulas Harborcenter-Komplex in Buffalo trainiert und gespielt.
Anlässlich eines Streiks der Spielerinnengewerkschaft Professional Women’s Hockey Players Association gab Pegula das Franchise an die NWHL zurück, behielt aber zunächst die Markenrechte, so dass es auf dem Papier im Sommer 2019 kurzzeitig zwei Buffalo Beauts gab. Waren die Beauts in den ersten Spielzeiten im großen Harborcenter das besucherstärkste Team der NWHL, spielten sie ab der Saison 2019/20 im Northtown Center am North Campus der University at Buffalo im Vorort Amherst. Eine Partnerschaft aus NLTT Ventures LLC und Top Tier Sports erwarb 2021 das Franchise.
Die Buffalo Beauts existierten bis zum Ende der Saison 2022/23, als die Premier Hockey Federation verkauft und aufgelöst wurde. In der Nachfolge-Liga Professional Women’s Hockey League ist die Region Buffalo nicht vertreten.

## Geschichte
Die Beauts wurden 2015 als Franchise der National Women’s Hockey League gegründet und gehörten damit zu den Gründungsmitgliedern der Liga. Im Sommer 2015 nahmen die Beauts als erste Spielerin Brianne McLaughlin unter Vertrag Im NWHL Draft 2015 wählten die Beauts an vierter Stelle Courtney Burke aus. Die erste Heimspielstätte des Clubs war das Harborcenter in Downtown Buffalo.
In den ersten vier Jahren ihres Bestehens erreichte das Franchise jeweils das Playoff-Finale. Am 19. März 2017 besiegten die Beauts im Finalspiel die Boston Pride und gewannen zum einzigen Mal in ihrer Geschichte den Isobel Cup.

## Erfolge
- Isobel Cup: 2017

## Saisonstatistik
Legende zur Saisonstatistik: GP oder Sp = Spiele insgesamt; W oder S = Siege; L oder N = Niederlagen; T oder U = Unentschieden; OTS = Siege nach Verlängerung (Overtime);  OTN oder OL = Overtime-Niederlagen; SOS = Shootout-Siege; SOL oder SON = Shootout-Niederlagen; P oder Pkt = Punkte; Pct % = Siege in %; GF oder T = Tore; GA oder GT = Gegentore
| Saison  | Sp | S  | OTN | SON | N  | T  | GT  | Pkt | Regular Season | Postseason         |
| ------- | -- | -- | --- | --- | -- | -- | --- | --- | -------------- | ------------------ |
| 2015/16 | 18 | 5  | 4   | 0   | 9  | 57 | 66  | 14  | 3. Platz       | Finalniederlage    |
| 2016/17 | 17 | 6  | 1   | 0   | 10 | 44 | 68  | 13  | 3. Platz       | Isobel Cup         |
| 2017/18 | 16 | 12 | 0   | —   | 4  | 51 | 41  | 24  | 2. Platz       | Finalniederlage    |
| 2018/19 | 16 | 11 | 0   | 1   | 4  | 57 | 25  | 23  | 2. Platz       | Finalniederlage    |
| 2019/20 | 24 | 8  | 1   | —   | 15 | 71 | 116 | 17  | 4. Platz       | 1. Runde           |
| 2020/21 | 6  | 1  | 0   | 1   | 4  | 7  | 24  | 3   | 5. Platz       | nicht qualifiziert |
| 2021/22 | 20 | 6  | 0   | —   | 14 | 44 | 73  | 15  | 7. Platz       | 1. Runde           |
| 2022/23 | 24 | 5  | 3   | —   | 16 | 50 | 95  | 18  | 7. Platz       | nicht qualifiziert |

## Cheftrainer
- Shelley Looney 2015–2016
- Ric Seiling und Craig Muni 2016–2018
- Cody McCormick 2018–2019
- Pete Perram 2019–2021
- Rhea Coad 2021–2023

## Mannschaft

### Mannschaftskapitäne
- Emily Pfalzer 2015–2017
- Corinne Buie 2017–2020
- Taylor Accursi 2020–2021
- Marie-Jo Pelletier 2021–2023

### Auszeichnungen
- 2017 Megan Bozek – Verteidigerin des Jahres
- 2019 Maddie Elia – Most Valuable Player
- 2019 Hayley Scamurra – Topscorer-Award, Top-Spielerin des Jahres (Wahl durch die Spielerinnen)
- 2019 Shannon Szabados – Torhüterin des Jahres
- 2019 Blake Bolden – Verteidigerin des Jahres
- 2021 Carly Jackson – Foundation Award

### Bekannte Spielerinnen
- Blake Bolden
- Megan Bozek
- Dani Cameranesi
- Meghan Duggan
- Amanda Leveille
- Brianne McLaughlin
- Emily Pfalzer
- Hayley Scamurra
- Anne Schleper
- Shannon Szabados